# Hemidesmus indicus
Hemidesmus indicus, conhecida popularmente como salsaparrilha indiana, é uma espécie de planta encontrada predominantemente no sul da Ásia. É um arbusto laticífero de folhas entrelaçadas cuja postura varia do prostrado ao parcialmente ereto. As raízes são amadeiradas e aromáticas. O caule é delgado, com numerosos catáfilos espessados em seus nós e entrenós. As folhas são opostas, pecioladas e curtas, variando de oblongas a lanceoladas. As flores são esverdeadas por fora e arroxeadas por dentro, com inflorescências que se aglomeram nas folhas axilares subsésseis. Sua ocorrência se dá na maior parte da Índia, desde a região superior da Planície Indo-Gangética até o Assão, estendendo-se em menor grau até algumas regiões centrais e ao oeste da Índia.
Após secagem, suas raízes são consideradas um substituto de outras salsaparrilhas, especificamente das espécies Smilax aspera L. e Smilax ovalifolia Roxb., que pertencem à família Smilacaceae e também são encontradas na Índia. A salsaparrilha indiana se distingue da salsaparrilha mexicana (Smilax aristolochiifolia Mill.) e da salsaparrilha jamaicana (Smilax ornata Hook.).

## Nomes
São vários os nomes populares da Hemidesmus indicus. Na língua hindi, a salsaparrilha indiana é chamada de anantamul (अनंत मूल) ou anant bel (अनंतबेल); em tâmil, de nannaari (நன்னாரி) ou nannetti (நன்நெட்டி); em telugo:  సుగంధి; em malaiala:  നറുനീണ്ടി; em caranesa: haaluballi (ಹಾಲುಬಳ್ಳಿ); e em cingalês: iramusu (ඉරමුසු).
Na Aiurveda, a planta é conhecida como ananthamoola (अनंत मूल), e nas regiões ao extremo sul da Índia é referida por naruneendi ou nannaris (cujo significado em sânscrito é "raiz sem fim"). Em Maarastra, é referida como anant vel (अनंतवेल) ou maeen mool (माईन मूळ). Nos estados do sul da Índia, particularmente em Tamil Nadu, as raízes da salsaparrilha indiana são chamadas de maahali ou mahani kizhangu. Às vezes e mais vagamente, a planta também é chamada de falsa salsaparrilha.

## Usos tradicionais
Hemidesmus indicus é usada na medicina tradicional e também na preparação de bebidas como a sharbat, popular em regiões ao sul da Índia e na culinária do Irã, e costumam ser preparadas por infusão em açúcar e um pouco de extrato de limão. A salsaparrilha indiana usualmente é administrada na forma de pó ou como xarope após passar por infusão. É uma das plantas utilizadas em terapias Rasayana da Ayurveda. Em Tamil Nadu e em outros estados situados no sul da Índia, as raízes em conserva da salsaparrilha indiana são servidas em pratos culinários em conjunto a porções de arroz. Às vezes, ela é confundida com outra erva aiurvédica conhecida popularmente como sariva. O extrato alcoólico da Hemidesmus indicus R. Br. tem uma ação antinociceptiva significativa.

## Farmacologia
As raízes da H. indicus contêm hexatriacontano, lupeol, sitosterol, os triterpenos α-amirina e β-amirina e seus derivados acetatos. Elas também contém hemidesmina I, hemidesmina II e seis triterpenos pentacíclicos ainda pouco estudados. O caule contêm a glicogenina acetilcalogenina-3-0-β-D-digitoxopiranosil-0-β-D-digitoxopironosil-0-β-D-digitoxopiranosídeo. As folhas contêm taninos e flavonoides como hiperosídeo, rutina e cumarino.